# Ер (місто)
Ер, за іншою транскрипцією Ейр (англ. Ayr, шотл. Ayr, шотл. гел. Inbhir Àir) — місто в центрі Шотландії, адміністративний центр області Південний Ершир.
Населення міста становить 46 050 осіб (2006).

## Міста-побратими
- Сен-Жермен-ан-Ле, Франція (1984)